# Баскаков, Азарий Александрович
Азарий Александрович Баскаков (22 декабря 1922, Боровичи — 2 июня 1995) — советский игрок в хоккей с мячом и с шайбой, футболист.

## Биография
Воспитанник клуба по хоккею с мячом «Металлург» (Боровичи).
В мае 1941 года призван в Красную Армию. Участник Великой Отечественной войны с первого дня на Ленинградском фронте. Служил санинструктором в стрелковом полку, воинское звание по состоянию на 1945 год — старшина. Награждён Орденом Отечественной войны I степени, медалью «За боевые заслуги» (1945).
Участник футбольных и хоккейных матчей в блокадном Ленинграде. Чемпион Ленинграда (1943), обладатель Кубка Ленинградского фронта (1943/44) в составе команды в/ч Быстрова.
В сезоне 1946/47 участвовал в первом чемпионате СССР по хоккею с шайбой в составе ленинградского «Дома офицеров»
В начале 1950-х годов выступал в футболе в соревнованиях КФК за «Дом офицеров» (Выборг), в 1952 г. в составе ФК «Красная Звезда» (Петрозаводск).
Окончил заочно Институт им. П. Ф. Лесгафта.
Скончался в 1995 году.